# David Ganz (Paläograph)
David Michael Ganz (* 1952) ist ein britischer Historiker und Paläograph.
David Ganz absolvierte seine akademische Ausbildung von 1970 bis 1979 am Merton College der University of Oxford. Mit einem Stipendium des Deutschen Akademischen Austauschdienstes finanzierte er 1974 Forschungsaufenthalte an den Universitäten München und Tübingen. Im Jahr 1979 war er Assistent von Donald A. Bullough an der University of St Andrews. Er war Assistant Professor (1980–1988) und Associate Professor (1989–1997) an der University of North Carolina at Chapel Hill. Er lehrte von 1997 bis 2010 als Professor für Paläographie am King’s College London. Ganz war der vierte Inhaber des Lehrstuhls seit dessen Einrichtung im Jahr 1949 und bekleidete zugleich den einzigen Lehrstuhl für Paläographie im Vereinigten Königreich. Dieser fiel 2010 Sparmaßnahmen zum Opfer, ungeachtet des internationalen Protests der Fachwissenschaftler.
Er hatte Gastprofessuren am Centre d’études supérieures de civilisation médiévale der Universität Poitiers (1994), an der École nationale des chartes (2000), der École Pratique des Hautes Études (2001) und der University of Notre Dame (2012) inne. 2009 war er Member am Institute for Advanced Study. Ganz ist korrespondierendes Mitglied der Zentraldirektion der Monumenta Germaniae Historica (seit 2016) und Mitglied des Comité international de paléographie latine. Er ist Fellow der Society of Actuaries (seit 1989).
Ganz veröffentlichte mehrere Aufsätze zur merowingischen Bibliothek des nordfranzösischen Klosters Corbie, zur karolingischen Minuskel und zur karolingischen Theologie. Von ihm erschien 1990 eine Studie zur Bibliothek des Klosters Corbie bis zum Ende des 9. Jahrhunderts. Ganz sichtete dazu alle erhaltenen Handschriften, die in Europa, den USA und der UdSSR verstreut liegen und unterzog sie einer Gesamtschau.

## Schriften
Monographien
- Corbie in the Carolingian Renaissance (= Beihefte der Francia. Band 20). Thorbecke, Sigmaringen 1990, ISBN 3-7995-7320-8 (online).

Herausgeberschaften
- mit Paul Fouracre: Frankland. The Franks and the world of the early middle ages. Essays in honour of Dame Jinty Nelson. Manchester University Press, Manchester 2008, ISBN 0-7190-7669-2.